# Zabłędza
Zabłędza – wieś w Polsce położona w województwie małopolskim, w powiecie tarnowskim, w gminie Tuchów.

## Położenie
Wieś leży na Pogórzu Karpackim, w części zwanej Ciężkowicko-Rożnowską, w odległości 14 km na południowy wschód od Tarnowa, po prawej stronie rzeki Białej. Przez środek wsi przebiega droga wojewódzka nr 977 (Tarnów – Gorlice – Konieczna). Powierzchnia wsi wynosi 480 ha (w tym grunty leśne 30 ha, użytki rolne 396 ha).

## Przynależność administracyjna
W latach 1975–1998 miejscowość administracyjnie należała do województwa tarnowskiego.

## Toponimia
Nazwa wsi wzięła się zapewne od słowa zabłądzić. Przed lokacją porastały ją gęste lasy. Prowadziła tędy droga z tarnowskiego zamku do miasteczka Tuchów i dalej na Węgry. Był tu lesisty, górski teren pomiędzy dwoma zaludnionymi i rolniczymi obszarami Tarnowa i Tuchowa.
Podobnie sąsiednia wieś Trzemesna wywodzi swą nazwę od staropolskiego trzemcha oznaczającego w języku staropolskim: bezdroże, kąty, zarośla. Były to więc bezdroża i tereny gdzie łatwo było pomylić drogę.
Wg legendy z XIX w. początki Zabłędzy sięgają 1260 i drugiego najazdu mongolskiego na Polskę. Wtedy to uciekająca ludność zabłądziła w te okolice i schroniła się w miejscowych lasach, a po najeździe pozostała zakładając osadę. Tezę tę ma potwierdzać patronat św. Michała Archanioła nad kościołem miejscowej parafii w Piotrkowicach, "jako obrońcy od Mongołów" tak podaje w 1882 ks. Wojciech z Chłopic.
| SIMC    | Nazwa      | Rodzaj    |
| ------- | ---------- | --------- |
| 0834596 | Brzegi     | część wsi |
| 0834604 | Góry       | część wsi |
| 0834610 | Nowa Wieś  | część wsi |
| 0834627 | Podlesie   | część wsi |
| 0834633 | Ryje       | część wsi |
| 0834640 | Stara Wieś | część wsi |
| 0834656 | Winnica    | część wsi |

## Historia
Po raz pierwszy wieś ta poświadczona jest w 1449. W 1470 Jan z Baranowa oddał Mikołajowi Nanajce z Wielogłowów herbu Starykoń m.in. wsie Piotrkowice, Zabłędzę, Karwodrzę w zamian za Drzykową. W 1536 właścicielem wsi był Zygmunt Wielogłowski. W tym czasie wieś miała 14 kmieci i karczmę. Do 1545 właścicielem wsi był Stanisław Wielogłowski. Po jego śmierci dobra te przypadły Katarzynie Broniowskiej. W 1581 majątek przeszedł na własność Stanisława Broniowskiego.
W XVII w. Piotr Broniowski miejscowy dziedzic i zarazem kolator kościoła parafialnego w Piotrkowicach, za namową żony przeszedł na kalwinizm. Po zawarciu małżeństwa Piotr i Barbara z Bidzińskich zamieszkali w Zabłędzy. Zamieszkał tutaj również znany kalwin Stanisław Chrząstowski (zm. 1675) z rodziną. Wraz z nimi zjawił się też w tej wsi Szymon Aquila (Akwila) ze starego rodu ministrowskiego Orliczów. Zajmował się odprawianiem pogrzebów, wygłaszaniem kazań we dworze dla Chrząstowskich i ich domowników, a także dla słuchaczy z całej okolicy. W 1671 wyrokiem Trybunału w Lublinie Broniowski został skazany na banicję i konfiskatę majątku (na pobożne cele i ozdoby kościoła parafialnego w Piotrkowicach). Akwila uciekł przed wyrokiem, prawdopodobnie do Gdańska. Piotr Broniowski w roku 1672 uroczyście powrócił do Kościoła katolickiego, a syna Jana obiecał oddać do szkoły katolickiej. Mimo klątw rzucanych przez biskupa krakowskiego, przy kalwinizmie wytrwała Barbara a po śmierci męża, syna oddała na naukę do szkoły protestanckiej.

### Czasy rozbiorowe
W 1827 właścicielem wsi był Benedykt Trembecki, w 1842 Aleksander Trembecki, a w 1845 Józef Trembecki. W 1846 dziedzicem Zabłędzy był wachmistrz pułku ułanów Franciszek Trembecki.

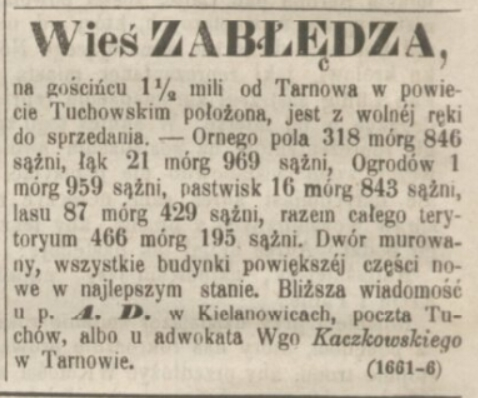
Ogłoszenie o sprzedaży wsi Zabłędza (powiat Tuchów) z 1863 r.

W 1845 Leon i Ewelina Dzwonkowscy nabyli Zabłędzę od Józefa Trembeckiego. W 1848 Leon przewodniczył Radzie Narodowej w Tarnowie. W czasie rzezi galicyjskiej 24 lutego 1846 chłopi z Zabłędzy aresztowali i zawieźli do Tarnowa Jana Wąsika z Kielanowic, którego podejrzewali, że "jest polskim szpiegiem i jeździ w interesie panów na przeszpiegi". Wg spisu z 1857 Zabłędza liczyła 462 mieszkańców. W 1863 właścicielami wsi byli Ewa i Apolinar Dzwonkowscy. W 1866 w wykazie dóbr tabularnych obok Zabłędzy podano nazwisko Leib Menderer. W 1877 kasa pożyczkowa gminna dysponowała kapitałem 371 zł na pożyczki i zapomogi, a w 1896 już 1290 zł 95 ct. Podczas burzy 11 lipca 1896 wybuchł pożar. Spaliło się gumno i część spichlerza. Dwór i pozostałe budynki należące do Monderera ocalały. Pożar gasiły dwa oddziały straży z Tuchowa a właściciel sąsiedniej Karwodrzy – Karol Jan Berké, przybył na miejsce "ze swoją sikawką". Miejscowa ludność została zmuszona do pomocy przez żandarmerię, ponieważ zgodnie z przesądem uznawała, "że ognia od pioruna powstałego gasić nie wypada". W październiku 1899 połowę majątku zabłędzkiego należącego do Dawida Pelikanta wystawiono na licytację. Kolejnym właścicielem Zabłędzy był tarnowski kupiec Markus Dinteniass, który odsprzedał ten majątek za 421 000 koron Bankowi Parcelacyjnemu we Lwowie. Z początku parcelacja szła dobrze. "Później nastąpił zastój, bo wszędzie był zastój", a bank trafił przed sąd m.in. za fałszowanie weksli.
Pochodzący z Zabłędzy Fryderyk Eichhorn otrzymał w 1903 stopień doktora praw na Uniwersytecie Jagiellońskim.

W lecie 1905 wybuchł pożar a straty oszacowano na 16 000 koron. W 1911 powiat tarnowski przeznaczył 26 300 koron na budowę drogi gminnej I klasy Skrzyszów – Zabłędza. 

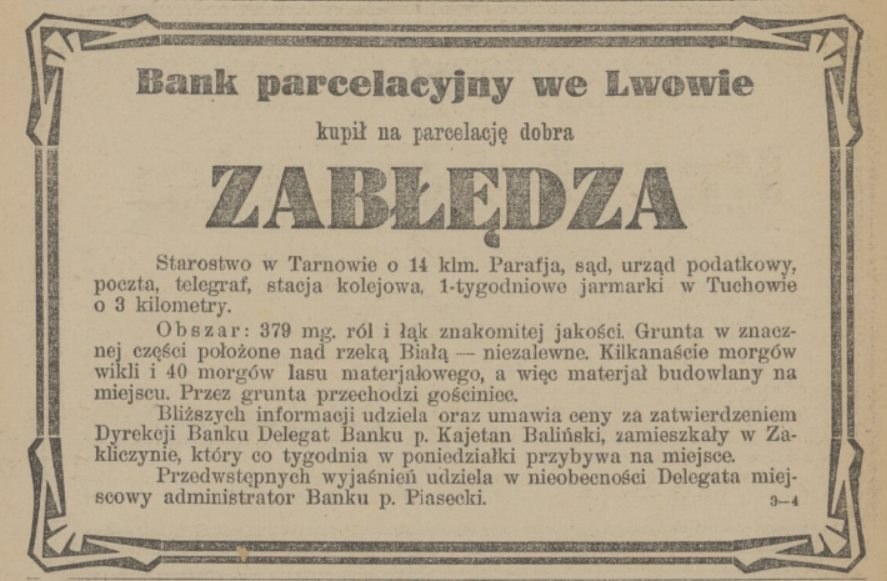

W 1917 Bolesław Kropaczek tak opisywał te okolice:

"Pola między Karwodrzą a Zabłędzą są krwisto zabarwione od czerwonych iłów. Potok płynący przez Zabłędze (...) okazuje tylko czerwone lub zielone iły. (...) Wśród iłów zasługują na uwagę dwie cienkie wkładki (...) przypominające zupełnie łupki menilitowe*. Blisko szczytu potoczka spoczywa (...) partia piaskowca ciężkowickiego. (...) W korycie potoka leży w jednem miejscu blisko obok siebie kilka wielkich bloków czerwonego granitu (na wysokości karczmy)".

*Menilit to odmiana opalu zanieczyszczona tlenkami żelaza.

### II RP
Jak podaje Jan Bigo w "Najnowszym skorowidzu wszystkich miejscowości z przysiółkami w Królestwie Galicyi (...)" na rok 1918 majątek w Zabłędzy należał do Banku Parcelacyjnego we Lwowie (od 1910 w likwidacji).
W 1927 otwarto we wsi bibliotekę wiejską. Księga adresowa Polski z 1928 podaje, że we wsi było 588 mieszkańców. Właścicielem majątku był Franciszek Michałek, kowalem F. Wojtarowicz, krawcem J. Słowik, szewcem Jan Kras. Młyn prowadził wówczas Stanisław Kuhla, a wyroby tytoniowe sprzedawał Karwat. W latach 30. XX w. wójtem Zabłędzy był Józef Czapla. W Zabłędzy mieszkał m.in. Piotr Gwóźdź, strażak zamordowany, wraz z innym strażakiem, podczas wykonywania obowiązków służbowych na wieży ratusza w Tarnowie. Zdarzenie miało miejsce na przełomie lipca i sierpnia 1937 roku. Sprawca podwójnego zabójstwa nie został nigdy zidentyfikowany.
W 1937 we wsi, na terenie należącym do Michałka i Berkeli odkryto "pokłady rudy żelaznej (...) takiej właśnie, jaką sprowadza się (...) ze Szwecji". Odkrycia dokonał górnik ze Śląska, bawiący na urlopie u krewnych. Rudy posiadały czystość 40–60%. Jesienią tego samego roku w Zabłędzy gościła delegacja ministerialna z Warszawy na czele z ministrem Antonim Romanem.

### II wojna światowa
8 września 1939 od strony Tuchowa wkroczyły wojska niemieckie. Podczas nalotów od pocisków spłonęły 3 domy. Oprócz narzuconych kontyngentów, część mieszkańców została wywieziona na roboty przymusowe do III Rzeszy i tam zginęła, kilka osób zginęło w obozach hitlerowskich a Stanisław Łabędź (porucznik Wojska Polskiego) w 1939 dostał się do niewoli rosyjskiej i został rozstrzelany w Katyniu. Tadeusz Czapla i Stanisław Dusza byli członkami Armii Krajowej. Pod koniec wojny mieszkańcy Zabłędzy zostali zmuszeni przy kopania okopów i rowów przeciwpancernych. 18 stycznia 1945 wieś została wyzwolona spod okupacji hitlerowskiej, wtedy też wysadzono mostek na potoku między Zabłędzą a Tuchowem.

### PRL
W styczniu 1948 w nagrodę za 100% realizację podatku gruntowego wieś została zelektryfikowana. Na początku lat sześćdziesiątych XX w. we wsi przeprowadzono meliorację pól. We wrześniu 1985 spłonął budynek inwentarski Rolniczej Spółdzielni Produkcyjnej. Spłonęło 70 prosiąt, 80 świń, 20 ton zboża, ciągnik z przyczepą. Straty oszacowano na 5 mln zł.

### Współcześnie
W wyniku intensywnych opadów w maju i czerwcu 2010 we wsi uaktywniły się osuwiska niszcząc budynki, drogi, pola, słupy elektryczne. Najbardziej ucierpiały przysiółki: Podlesie i Góry.

## Szkoła w Zabłędzy
Pierwsze wzmianki o nauczaniu w Zabłędzy pochodzą z 1912. Przed II wojną światową istniała w Zabłędzy Publiczna Szkoła Powszechna 4-klasowa. Nową szkołę budowano w latach 1953–1957.

## Zabytki
Obiekt wpisany do rejestru zabytków nieruchomych województwa małopolskiego.
- Cmentarz wojenny nr 174

Inne
- Dwór pochodzący z połowy XIX w., częściowo przebudowany w początku XX w. Murowany, parterowy, prostokątny, podpiwniczony, dwutraktowy z nowszą częścią od południa. Dach dwuspadowy, naczółkowy. Wraz z gospodarstwem był własnością Michałków i Romanów. Po II wojnie światowej, niezgodnie z ustawą, przystąpiono do parcelacji dworu i gospodarstwa. Właścicielami byli kolejno: Gminna Spółdzielnia w Tuchowie, stadnina koni w Chyszowie, Spółdzielnia „Winnica”. Obecnie własność prywatna. Obiekt zniszczony i zaniedbany, wymagający remontu[5].

## Osoby związane z miejscowością
- Józef Halagarda (zm. 1918) – żołnierz Legionów Polskich[47]